# Nytva
Nytva (en russe : Нытва) est une ville du kraï de Perm, en Russie, et le centre administratif du raïon de Nytva. Sa population s'élevait à 18 846 habitants en 2014.

## Géographie
Nytva est arrosée par la rivière Nytva, près de son point de confluence avec la Kama. Elle est située à 55 km à l'ouest de Perm et à 1 103 km à l'est-nord-est de Moscou.

## Histoire
Nytva a été mentionné pour la première fois en 1623. En 1756, la famille Stroganov y fit bâtir une fonderie de cuivre, la Nytvenski Zavod, pour laquelle fut aménagée une retenue d'eau de 8 km2. La fonderie fut convertie en une usine sidérurgique en 1768 et fabriqua des équipements et outils pour le chantier naval de la localité. Dans les années 1930, l'usine sidérurgique fut agrandie. Nytva reçut le statut de commune urbaine en 1928, puis celui de ville en 1942.

## Population
Recensements (*) ou estimations de la population
| 1926* | 1939* | 1959*  | 1970*  | 1979*  | 1989*  |
| ----- | ----- | ------ | ------ | ------ | ------ |
| 5 190 | 8 811 | 19 185 | 17 491 | 16 890 | 21 861 |

| 2002*  | 2006   | 2010*  | 2012   | 2013   | 2014   |
| ------ | ------ | ------ | ------ | ------ | ------ |
| 20 660 | 20 551 | 19 041 | 18 960 | 18 881 | 18 846 |

## Économie
Les principales entreprises de Nytva sont :
- OAO Nytva (ОАО Нытва) : métallurgie des poudres, ustensiles de cuisine.
- ZAO Permski Fanerny Kombinat (ЗАО Пермский фанерный комбинат) : contreplaqué, laminés en contreplaqué, panneaux d'aggloméré.

## Personnalité
- Alexeï Chirinkine (1897-1938), aviateur soviétique